# Parque natural de las Lagunas de La Mata y Torrevieja
Las Lagunas de la Mata y Torrevieja (en valenciano Llacunes de La Mata i Torrevella) es un espacio natural protegido español situado en la provincia de Alicante, Comunidad Valenciana. Se encuentran en la comarca de la Vega Baja del Segura, ocupando parte de los términos municipales de Torrevieja, Guardamar del Segura, Los Montesinos y Rojales.
Junto con los vecinos parques naturales de El Hondo y las Salinas de Santa Pola, forman un triángulo de humedales de una importancia crucial para el desarrollo de los ciclos biológicos de numerosas especies que lo utilizan tanto en sus migraciones como en su nidificación o invernada.
El Parque lo componen dos lagunas separadas entre sí por un anticlinal llamado "El Chaparral". Un canal une ambas depresiones que, además, están comunicadas de forma artificial con el mar por medio de otros dos canales conocidos como "Acequiones", conformando así una unidad de explotación salinera.

## Historia
Las lagunas de La Mata y Torrevieja ya se explotaban en 1321, fecha en que la segunda fue cedida por la Corona a la ciudad de Orihuela. La de La Mata fue otorgada a Orihuela en el año 1364, tras ser confiscada a Guardamar, aunque pronto volvería a ser posesión de la Corona. Más tarde, en 1389, la propia Corona concedió a la misma población la posibilidad de transformar la laguna de Torrevieja en albufera con el fin de explotar la pesca, pero la construcción del Acequión que la comunicaba con el mar se demoró casi un siglo, y fue en 1482 cuando se comprobó la inviabilidad del proyecto al no entrar los peces en la laguna por la elevada salinidad de sus aguas. 
Desde el siglo XV, la laguna de La Mata fue uno de los principales centros productivos y exportadores de sal del Mediterráneo, siendo su embarcadero asiduamente visitado por navíos de numerosos estados europeos. En 1759, se declaró la reversión de la propiedad de la laguna de Torrevieja al Estado, iniciando pocos años después las primeras pruebas de extracción de sal en ella, bajo la dirección del Administrador de las Reales Salinas de La Mata. Las mejores condiciones portuarias de Torrevieja y el terremoto de 1802, que dañó las instalaciones de La Mata, condicionaron el traslado de la Administración a Torrevieja.
Desde entonces se han venido explotando las lagunas para la extracción de sal y su exportación por toda Europa. No sería hasta los años 1980 cuando la conciencia por la naturaleza que rodea este entorno fuera objeto de debate para su protección. Fue declarado parque natural en 1988 por la Generalidad Valenciana, pero el decreto fue anulado por defecto de forma dos años después. La declaración definitiva se produjo el 10 de diciembre de 1996.

## Geografía
Este paraje tiene una extensión de 3743 hectáreas. De ellas, 2100 son láminas de agua (1400 hectáreas la laguna de Torrevieja y 700 la de La Mata). Se encuentra situado en la comarca de la Vega Baja del río Segura, al sur de la provincia de Alicante.
Su superficie pertenece en su mayor parte al municipio de Torrevieja, aunque pequeñas zonas del mismo se extienden por los términos municipales de Guardamar del Segura, Rojales y Los Montesinos.
El parque natural está definido principalmente por hábitats salinos (lagunas) y medios terrestres afectados por alto contenido en sales (saladares), pero también por hábitats ligados a relieves bajos (El Chaparral), zonas boscosas de pinar, cursos de agua de naturaleza dulce (barrancos y ramblas) y por último zonas agrícolas. De estas últimas destaca la existencia de viñedos, con algunas de las variedades de uva más importantes del Mediterráneo: la Moscatel de Alejandría y la Merseguera.

### Orografía
El parque se encuentra situado en una cuenca cuaternaria formada por los relieves correspondientes al grupo de fallas de la parte baja del río Segura. Existen dos lagunas principales: la de Torrevieja, de una extensión de 1400 hectáreas y con un eje mayor de 5500 metros; y la de la Mata, que está situada un kilómetro y medio al noreste de la anterior y dispone de 700 hectáreas de superficie. En estas lagunas se recoge el agua proporcionada por una red de barrancos y ramblas provenientes de la cercana sierra de San Miguel de Salinas.
Las dos lagunas se encuentran separadas por un anticlinal, llamado el Chaparral, y se encuentran conectadas de manera artificial con el mar mediante un canal conocido como el Acequión, que se construyó para la explotación de las salinas de Torrevieja. La extracción de sal se encuentra en explotación desde el siglo XIII.

### Clima
El parque presenta un clima mediterráneo árido y seco, propio del sureste de la península ibérica, con unas precipitaciones medias anuales de menos de 300 mm. En general, la humedad de las lagunas y la cercanía del mar hacen de este paraje un entorno natural más variado que el área circundante. El parque goza de más de 3000 horas de sol al año, con veranos cálidos e inviernos suaves.

## Flora

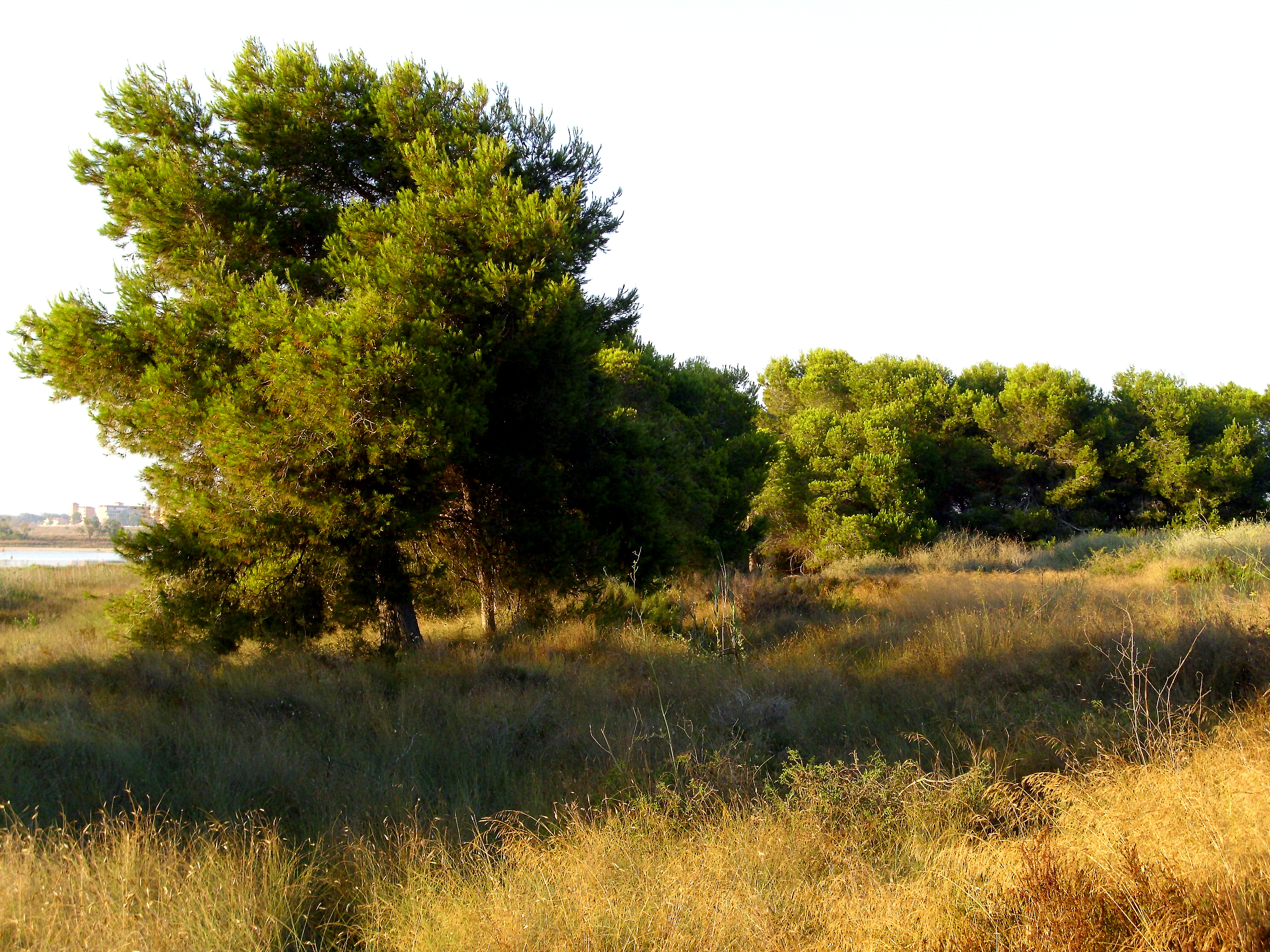
Pinos carrascos en la orilla de la Laguna de la Mata

En el interior de las lagunas la vegetación es casi inexistente debido a la alta salinidad de sus aguas, pero en las redondas y los bordes de las lagunas existen diversos ejemplares propios del saladar como Arthrocnemum macrostachyum, Juncus subulatus o Juncus acutus subsp. acutus y especies de los géneros Suaeda, Salicornia y Salsola.
También se encuentran las estepas con saladillas (Limonium vulgare) y los senecios (Senecio auricula). Junto a estos se encuentra la orquídea silvestre Orchis collina, que presenta la mayor población de la Comunidad Valenciana y está clasificada como especie vulnerable.
Al sur de la laguna de la Mata existe una zona con vegetación típica mediterránea como el coscojar (Quercus coccifera), el pino carrasco (Pinus halepensis), el tomillo, el albardín (Lygeum spartum) y una pinada de repoblación de pino piñonero (Pinus pinea), pino carrasco (Pinus halepensis) y eucaliptos (Eucalyptus gomphocephala).
En zonas donde existen aportes de aguas superficiales como ocurre en la orilla norte de la laguna de la Mata y en algunos tramos aislados de la de Torrevieja, se dan condiciones para la existencia de saladar-húmedo, existiendo formaciones de carrizal-juncal, con Phragmites communis, Cladium mariscus, etc. 
En zonas con salinidad poco pronunciada, pero que no se encuentran encharcadas, se pueden encontrar ejemplares de taray y siemprevivas.

## Fauna

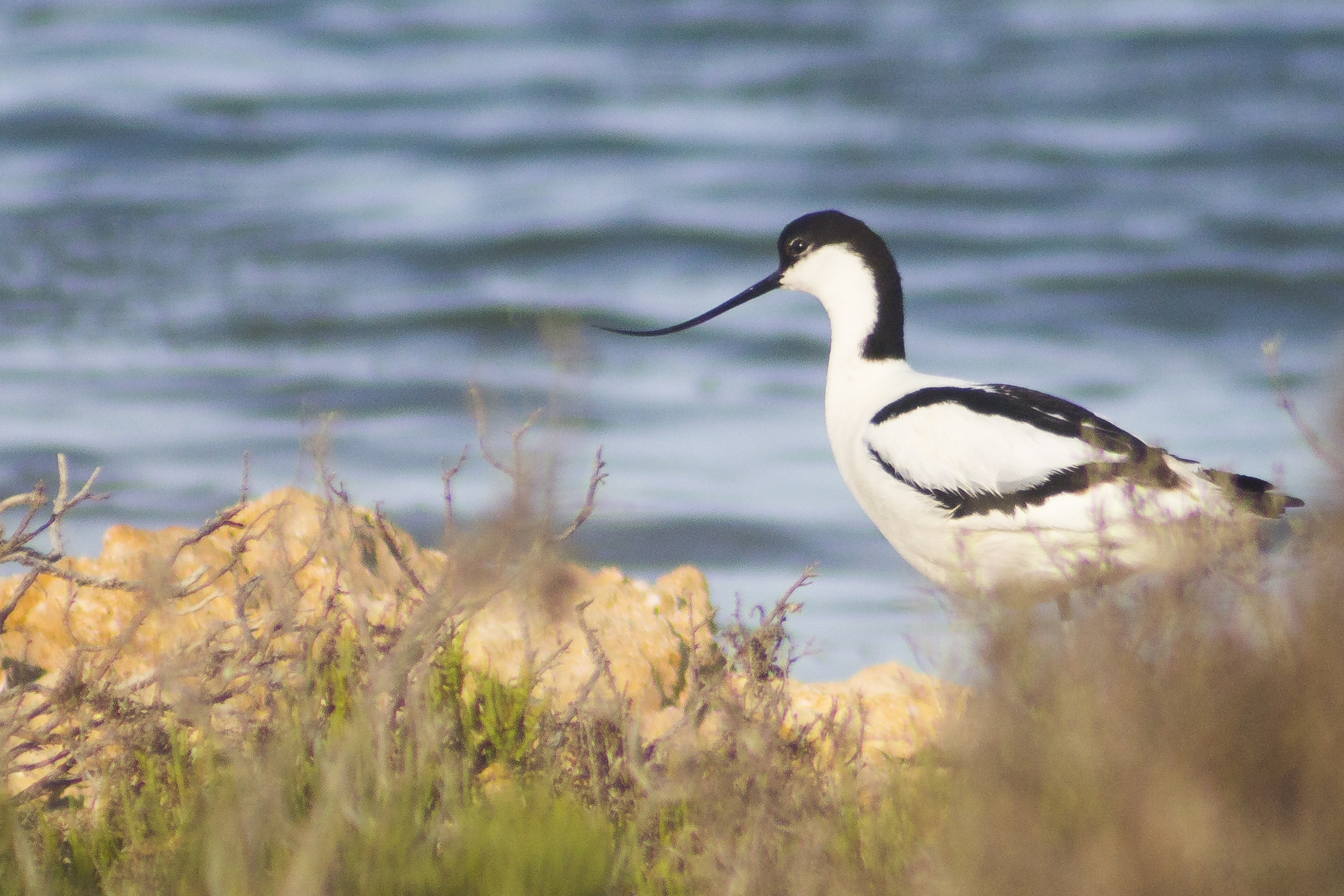
Avoceta común en la laguna de la Mata

Sin lugar a dudas, una de las especies más apreciadas del parque es el flamenco común, que llega a contar con 2000 ejemplares durante la época de cría. También es importante la presencia del zampullín cuellinegro, con hasta 3000 ejemplares.
Del resto de aves también son de destacar la cigüeñuela, el tarro blanco, el aguilucho cenizo, la avoceta común, el chorlitejo patinegro, el charrán común, el charrancito y el alcaraván.
Por último es importante reseñar la existencia de la artemia salina, un crustáceo poco común debido al elevado nivel de salinidad que necesita en las aguas en las que vive.

## Accesos
El parque está atravesado por la carretera N-332, existiendo un desvío a la altura de la localidad de Torrelamata. A la entrada del parque existe un Centro de Interpretación que facilita información sobre el parque y ofrece itinerarios de visita.